# BBA EL 79
Die Baureihe EL 79 des Betriebes für Bergbauausrüstungen Aue (BBA) bezeichnet  Akkumulatorlokomotiven, die von 1979 bis 1989 für die Bergbaubetriebe der SDAG Wismut gebaut wurden.

## Entwicklung
Die EL 79 ist eine um zwei weitere Akkutender verlängerte EL 71. Hintergrund für die Entwicklung war, bei gleichen Einsatzbedingungen eine Leistungssteigerung zu erreichen. Beim Bau der EL 79 wurden sowohl Loks der Baureihe EL 61 wie auch der Baureihe B 660 verwendet. Deshalb gibt es unterschiedliche Maße und Daten, ohne dass es unterschiedliche Typbezeichnungen gibt.

## Konstruktive Merkmale

### Mechanik
Die sechs Antriebseinheiten besaßen einen Außenrahmen, der die tragende Konstruktion darstellte. Der Führerstand war als Sänfte zwischen den Akkutendern aufgehängt. Ausgeführt wurde er mit einem geschweißten Rahmen. Als Feststellbremse verfügte die Lok über eine Handspindelbremse. Die Bremskraft wurde über Seilzug auf die Antriebseinheiten übertragen. Die äußeren Akkutender verfügten über keine Bremse. Der mittlere Akkutender war eine Sonderkonstruktion mit einem Drehgelenk an jeder Stirnseite. Gegenüber der EL 71 waren die Aufhängungen der Fahrerkabine verstärkt. Die Fahrerkabine selbst war höher, um eine bessere Sicht über die lange Lok zu haben.

### Elektrik
Angetrieben wurde jede der zwölf Achsen mit einem Tatzlagerfahrmotor. Jeweils zwei der sechs Akkus waren in Reihe geschaltet. Die drei Reihenblöcke waren dann parallel geschaltet. Beim Anfahren werden die Gleichstrom-Reihenschlussmotoren der drei Blöcke über Widerstände zunächst in Reihe und dann parallel geschaltet. Mit dem Nockenfahrschalter können die Fahr- und Bremsstufen ausgewählt werden. Verwendet wurde der Fahrschalter der LEW EL 6.